# Десятиденна війна
Десятиде́нна війна́ (словен. desetdnevna vojna) або Словенська війна (словен. Slovenska osamosvojitvena vojna, «Словенська війна за незалежність»)  — збройний конфлікт між Словенією і Югославською Народною Армією, який розпочався після проголошення Словенією власної незалежності 25 червня 1991 року.

## Передумови
Після смерті югославського президента Йосипа Броза Тіто в 1980 році, досі приховані етнічні, релігійні і економічні розбіжності всередині Югославії випливли на поверхню. В 1989 році Слободан Милошевич, з 1986 року голова Центрального Комітету Союзу Комуністів Сербії, став президентом Сербії, найбільшої і найлюднішої з 6 югославських республік. У квітні 1990 року, Словенія провела перші у власній історії демократичні багатопартійні вибори, на яких здобула перемогу коаліція DEMOS.

### Підготовка до війни
23 грудня 1990 року Словенія провела референдум про незалежність, на якому за підтримку незалежності проголосувало 88 % виборців. Словенський уряд добре розумів, що федеральний уряд в Белграді може використати військову силу для того, щоб приборкати бажання Словенії до незалежності. Одразу ж після словенських виборів, Югославська Народна Армія (ЮНА) оголосила про введення по всій країні нової доктрини оборони. Доктрина «ери Тіто» «Загальної Народної Оборони», згідно з якою кожна республіка повинна свої Республіканські територіальні сили оборони (словен. teritorialna obramba чи TO) передбачалось замінити централізованою системою оборони. Республіки втратили б свою незалежність в оборонній галузі і їхні TO були б роззброєні та підпорядковані штабу ЮНА в Белграді.

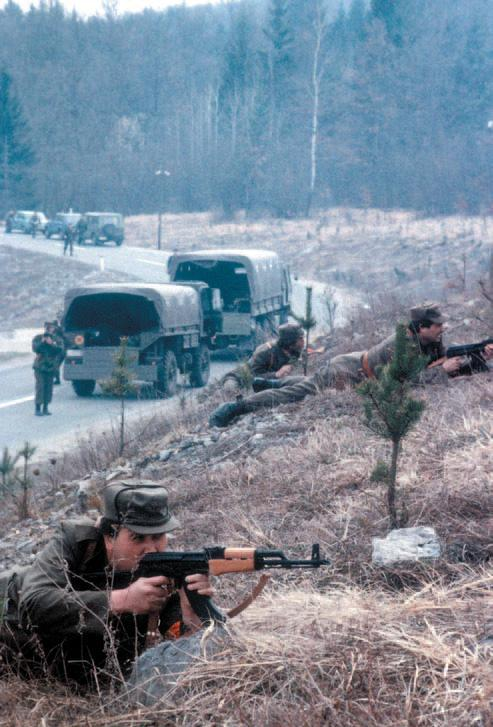
Військові навчання в Словенії, березень 1991 року

Словенський уряд, опираючись цим крокам, зміг залишити за собою контроль над більшістю словенських TO. Це також було закріплено в конституційній поправці, внесеній 28 вересня 1990 року, за якою всі республіканські TO залишаються під єдиним командуванням Словенського уряду. В той же час, Словенський уряд створював секретну альтернативну структуру командування, відому під назвою Структури Маневру Національної Оборони (словен. Manevrska struktura narodne zaščite, чи MSNZ). Це була дієва, але застаріла організація, унікальна для Словенії, яка була призначена для того, щоб дозволити республіці негайно сформувати структуру оборони, схожу на Народне Ополчення. Вона не була досить значимою до 1990 року, зі застарілою зброєю і невеликою кількістю членів. Однак уряд під проводом DEMOS зрозумів, що MSNZ можна використати для того, щоб створити паралельну організацію до TO, контроль над якою буде повністю в руках Словенського уряду.
Коли ЮНА пробувала взяти під свій контроль словенські TO, то структура командування TO була просто замінена паралельною з MSNZ. З травня по жовтень 1990 року близько 21 000 персоналу TO і поліції було таємно мобілізовані в структуру командування MSNZ, про яку федеральний уряд нічого не знав. Словенський уряд також розробляв детальний план воєнної кампанії проти ЮНА, як результат, ще до листопада 1990 року з'явився оперативний і тактичний план, тобто більш ніж за сім місяців до того як конфлікт фактично розпочався.

## Хід подій

### 25 червня
Початком війни вважається 25 червня 1991 року: цього дня Словенія та Хорватія проголосили власну незалежність. Несподіване проголошення незалежності саме в цей день було частиною плану словенців добитися ранньої переваги в конфлікті. Словенський уряд повністю розумів, що Югославія одразу жорстко відповість на цей крок. Перенесенням дня проголошення незалежності з 26 на 25 червня Словенія змогла ввести в оману уряд Югославії, який датою початку наступальної операції призначив 26 червня.
Незважаючи на те, що війська Югославії були проти незалежності Словенії, командири військ мали різні погляди на шляхи вирішення ситуації. Начальник штабу Югославської Народної Армії Благоє Аджич виступав за проведення широкомасштабної операції задля повалення словенського уряду. Його безпосередній начальник, міністр оборони Югославії та генерал армії Велько Кадієвич виступав за обережніші кроки: радше просто показати силу, яку Югославія може застосувати в критичних умовах. Після дебатів був прийнятий план Кадієвича.
Наразі невідомо, наскільки цивільні члени югославського парламенту були задіяні в рішенні щодо наступу на Словенію. Тодішній прем'єр-міністр Югославії Анте Маркович після тих подій заявив, що члени парламенту не були проінформовані про рішення військового командування.

### 26 червня
Вранці 26 червня військові 13-го корпусу ЮНА залишили свої казарми в місті Рієка в Хорватії і рушили до словенсько-італійського кордону. Тим часом мешканці Словенії дізналися про наступ військ і почали ставити імпровізовані барикади та виходити на акції протесту проти дій ЮНА. Проте збройних сутичок ще не було, бо обидві сторони не жадали відкривати вогонь першими. Незважаючи на значну військову міць, моральний дух ЮНА був значно підірваний дезертирством військовослужбовців-словенців, ворожістю місцевого населення і пацифістською пропагандою в ЗМІ.
Тим часом уряд Словенії почав втілювати в життя свої плани про взяття під свій контроль прикордонних постів та міжнародного аеропорту Любляна. Більшість прикордонників були словенцями, тож вони швидко без боротьби змінили форму та розпізнавальні знаки. Після захоплення кордонів словенці могли зайняти позиції для оборони від можливих атак з боку ЮНА. Також це означало, що саме ЮНА має відкрити вогонь першою. Це відбулося того ж дня о 14:30.

### 27 червня
Вночі 27 червня, о 1:15, 306-й полк протиповітряної оборони ЮНА перетнув словенський кордон у місті Метлика. О 2:40 танки та бронетранспортери ЮНА залишили своє місце дислокації в місті Врхника поблизу Любляни та вирушили в напрямку міжнародного аеропорту. Ще через декілька годин вони змогли взяти аеропорт під контроль. Оскільки ЮНА була федеральною армією, то її підрозділи були дислоковані в усіх союзних республіках, включаючи і Словенію. Також югославські солдати залишили Марибор з метою повернути під власний контроль кордон з Італією в містах Дравоград та Шентиль-в-Словенських Горицях. Тим часом повітряні сили Югославії скидали з повітря по всій території Словенії агітаційні листівки із текстами на кшталт «Ми закликаємо вас до миру і співпраці» та «Будь-який опір буде зломлений».
В той самий час словенські лідери були повідомлені про дії ЮНА. Військове командування П'ятого військового округа, до складу якого входила Словенія, мало телефонну розмову з президентом Словенії Міланом Кучаном, що дії військ обмежені державним кордоном та аеропортом. Було поспішно скликане засідання адміністрації президента, на якому Кучан з іншими її членами вирішили почати військовий спротив.

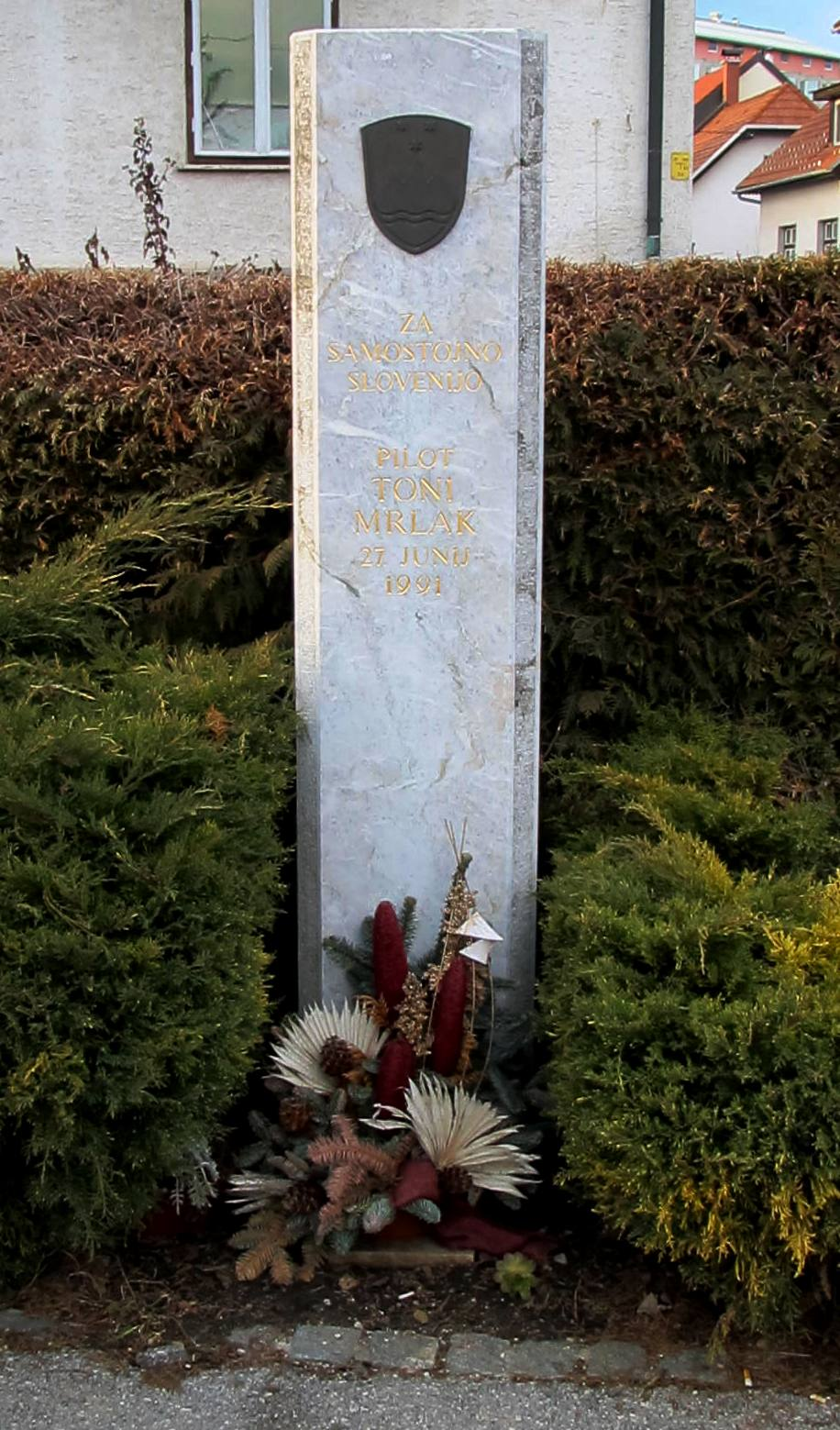
Пам'ятник Антону Мрлаку в Любляні

Словенський уряд взяв до уваги попередження, що ЮНА може використовувати гелікоптери для переправлення сил спеціальних операцій у стратегічно важливі місця. Він попередив командування 5-го військового округу в Загребі про те, що якщо ЮНА і надалі використовуватиме гелікоптери, словенці зіб'ють їх. Югослави не сприйняли це всерйоз, бо все ще були певні, що словенці не воюватимуть, а здадуться. Однак це стало серйозною помилкою югославського керівництва. Вдень 27 червня Словенська територіальна оборона збила два гелікоптери «Стріла-2» — усі члени екіпажів загинули, зокрема етнічний словенець Антон Мрлак. Також Словенська територіальна оборона зайняла позиції довкола місць дислокації ЮНА і почала атаки. Словенці атакували югославів біля аеропорту Любляни, а також у Трзину, де відбулась збройна сутичка, в якій загинуло четверо югославських військових та один словенець, Едвард Пеперко. Словенці також атакували ЮНА поблизу міст Песниця-при-Марибору, Ормож та Косезе. Танкова колона 32-ї механізованої бригади ЮНА була заблокована неподалік Орможа та не змогла пробитися крізь барикади.
Незважаючи на плутанину і бойові дії, ЮНА успішно виконала значну частину своєї військової місії. До опівночі 28 червня вона змогла охопити всі пункти перетину через італійський кордон; всі, крім трьох, переїзди на австрійському кордоні, та кілька нових пунктів пропуску, встановлених уздовж кордону Словенії з Хорватією. Однак багато її підрозділів досі залишалися вразливими до атак з боку Словенії.

### 28 червня

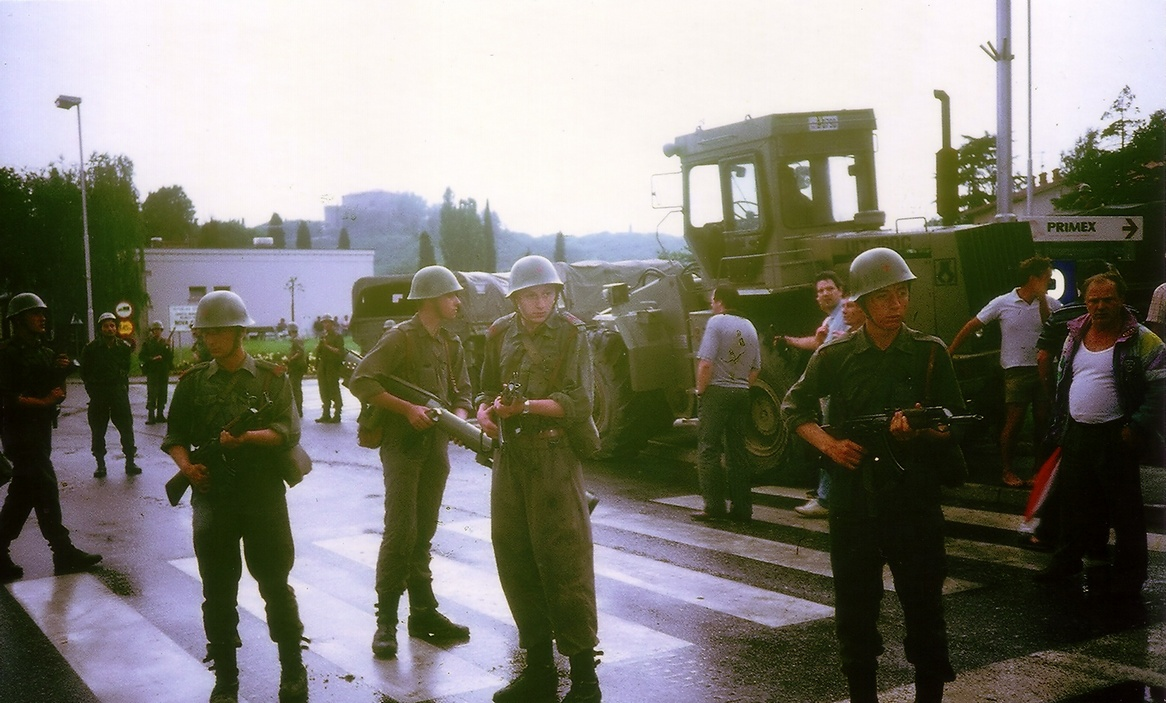
Військові ЮНА в оточенні у Рожній Долині

В ніч з 27 на 28 червня Словенська територіальна оборона отримала наказ організувати наступ проти ЮНА:
|  | У всіх точках, де збройні сили Республіки Словенія матимуть тактичну перевагу, виконайте наступальні дії. Закличте ворога здатися, вкажіть йому якнайкоротший термін для здачі та здійсніть ці дії, використовуючи всю наявну зброю. Під час цього здійсніть всі необхідні заходи щодо евакуації та захисту цивільних осіб. Оригінальний текст (словен.) Na vseh točkah, kjer so oborožene sile RS v taktični prednosti, izvršite ofenzivne akcije proti okupatorskim enotam in objektom. Nasprotnika pozivajte k predaji, določite čim krajši rok in izvedite akcijo z vsem razpoložljivim orožjem. Pri akcijah poskrbite za evakuacijo in varnost življenj civilnega prebivalstva. |

Бої продовжувались протягом усього дня. Танкова колона ЮНА, атакована минулого дня поблизу Песниці, була заблокована імпровізованими барикадами з вантажівок поблизу Штриховця, за декілька кілометрів від кордону з Австрією, та знову була атакована словенськими ТО та поліцією. Повітряні сили Югославії здійснили авіаудар по Штриховцю, убивши чотирьох водіїв вантажівок. У Медведєку інша танкова колона також була атакована і там повітряний удар забрав життя шістьох водіїв. Серйозна сутичка відбулась поблизу міста Нова Гориця біля кордону з Італією, де словенці вистрілили з протитанкових ракет «Armbrust», знищивши три югославські танки Т-55 та захопивши ще три. При цьому троє військовослужбовців ЮНА були вбиті, шістнадцятеро — поранені, а ще 98 здалися в полон. Поранених відправили до шпиталю в місті Гориція в Італії.
Того ж дня словенські військові взяли пункт пропуску Холмець (Долга Брда). Два словенці та три військові ЮНА були вбиті, 91 солдат ЮНА взятий в полон. Окрім того, словенці атакували позиції ЮНА в селі Буков'є поблизу Дравограда і захопили склади зброї біля Боровниці, що значно покращило ситуацію з озброєнням їхніх військ.
Повітряні сили СФРЮ атакували аеропорт Любляни. Під час атаки загинуло двоє журналістів: австрієць Норберт Вернер та німець Ніколас Фогель. Чотири лайнери авіакомпанії Adria Airways були серйозно пошкоджені. Також повітряні сили СФРЮ напали на словенський військовий штаб у Кочевській Реці та знищили декілька телевеж.
Станом на кінець дня ЮНА все ще займала багато позицій, але швидко їх втрачала. Окупанти почали зазнавати проблем із дезертирством — багато словенців полишили свої підрозділи і перейшли на бік земляків.

### 29 червня
Спалах війни спричинив дипломатичні зусилля Європейської економічної спільноти з метою подолання кризи. Три міністри закордонних справ ЄЕС зустрілися з представниками уряду Словенії та Югославії в Загребі в ніч з 28 на 29 червня і домовились про план припинення вогню, який не був застосований на практиці. Вранці війська Словенії здобули кілька важливих перемог. Сили ЮНА здалися в боях за аеропорт Любляни, оскільки словенці оточили його вночі. Поблизу Стриговця декілька танків ЮНА були захоплені та долучені до сил Словенської ТО. Спецпідрозділи ЮНА здійснили невдалу спробу морського десанту поблизу поселення Хрватини неподалік морського порту Копер. Контрольовані Югославією пункти пропуску Шемпетер-Вртойба та Шентиль-в-Словенських Горицях теж були втрачені, а військова техніка захоплена словенцями.
Того ж дня СФРЮ оголосила Словенії ультиматум, вимагаючи негайного припинення вогню 30 червня о 9:00. У відповідь словенський уряд ухвалив резолюцію, в якій закликав до мирного вирішення кризи, яке не ставить під загрозу незалежність Словенії, і відхилив ультиматум.

### 30 червня
Протягом 30 червня сутички все ще тривали в декількох місцях. Словенці захопили стратегічно важливий тунель Караванке, що проходить між Словенією та Австрією, і дев'ять югославських танків під Новою Горицею. Також капітулювали 16 офіцерів і 400 солдатів батальйону прикордонних військ у Дравограді, а в містах Толмін і Бовець — 1-й і 2-й батальйони 345-ї гірської бригади ЮНА.

### 1 липня
1 липня 1991 року відбулась пожежа та вибух боєприпасів ЮНА в селі Црні-Врх. Тим часом словенські війська захопили склад боєприпасів на південь від Любляни.
Тим часом керівництво Югославії ухвалило рішення змінити хід операцій. Міністр оборони СФРЮ Велько Кадієвич проінформував уряд, що план охорони словенського кордону провалися і варто розпочати повноцінне вторгнення та встановлення воєнної диктатури в Словенії. Однак Президіум СФРЮ на чолі із Борисавом Йовичем відхилив цю пропозицію. Начальник штабу ЮНА Благоє Аджич був незадоволений цим рішенням та публічно заявив, що федеральні органи СФРЮ постійно йому заважали тим часом, як словенці продовжували нападати на їх війська всіма засобами.

### 2 липня
Найсерйозніша військова сутичка відбулася 2 липня. Об 11:37 за місцевим часом радіовежа в місті Домжале була зруйнована югославськими літаками МіГ-21. Протягом цього дня ЮНА знову зазнала низки поразок. Конвой ЮНА в Краківському лісі піддався сильній атаці підрозділів ТО і був змушений здатися. Словенська ТО здійснила успішні атаки на прикордонних переходах Шентиль, Горня Радгона, Фернетичі та Горянско, перекривши їх та взявши в полон ряд військ ЮНА. Під час обіду та ввечері в Дравограді відбулася затяжна сутичка між ЮНА та словенськими силами ТО, і деякі об'єкти ЮНА по всій країні потрапили до рук словенських сил.

### 3 липня
Наступного дня до Словенії з Белграда на допомогу югославським військам вирушив бронетанковий конвой, проте місця призначення він так і не дістався. За офіційними даними, це відбулося через механічні проблеми.
Тим часом югославські війська були атаковані словенцями поблизу містечка Ког на кордоні з Хорватією. Увечері ЮНА погодилась на припинення вогню і залишення казарм. В цей же день поблизу Раденців югославський гелікоптер Мі-8 вимушено приземлися через технічну поломку. Він був захоплений словенськими військовими, але виявився непридатним для новоспечених ВПС Словенії і 13 серпня був повернений у Белград.
В цей час Мілан Кучан звернувся з проханням припинити вогонь, і о пів на другу вогонь з боку ЮНА був припинений під політичним тиском як уряду СФРЮ, так і ЄС.

### 4—6 липня

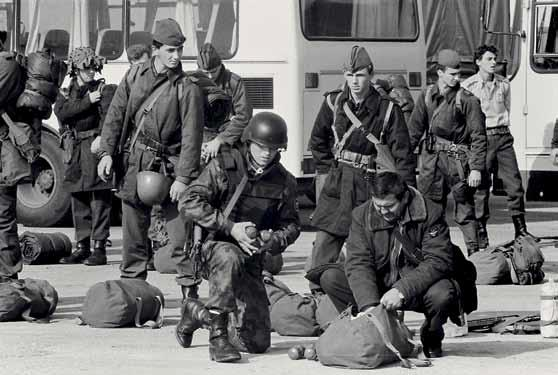
Словенський військовий спостерігає за відправленням військ ЮНА

Після припинення вогню всі прикордонні пункти були передані під контроль Словенії. Усім військам ЮНА було дозволено мирно відступити до кордону з Хорватією.

### 7 липня та подальші події
Формально Десятиденну війну було завершено після підписання Бріонської угоди 7 липня на хорватських островах Бріуни. Військові сили Югославії залишили територію Словенії лише 26 жовтня.

## Втрати
Війна за незалежність продовжувалася 10 днів. В ході 72 бойових контактів втрати Югославської Народної армії (ЮНА) склали 45 чоловік вбитими, 146 пораненими, при цьому 4693 військовослужбовців і 252 співробітників федеральних служб були взяті в полон. Втрати словенських сил самооборони склали 19 вбитих (9 комбатантів, решта — цивільні) і 182 поранених. Також загинули 12 громадян іноземних держав, в основному водії на службі міжнародних транспортних компаній.
Виведено з ладу 31 танк (спалені і пошкоджені), 22 транспортні бронемашини, 172 транспортні засоби і 6 літальних апаратів.

## Підсумки
Війна завершилась підписанням Бріонської угоди 7 липня 1991 року, згідно з якою ЮНА зобов'язалася припинити бойові дії на території Словенії, а Словенія та Хорватія призупиняли на три місяці вступ в силу декларацій незалежності.